# Jean-Claude Allanic
Jean-Claude Allanic, né le 28 octobre 1943 est un journaliste de télévision français, qui a fait toute sa carrière sur France 2 (ex-Antenne 2).

## Biographie
Après des études à l'Institut d'études politiques de Paris, il entre à Antenne 2 en 1977 après avoir été pendant trois ans responsable des enquêtes à la revue de l'Institut national de la consommation 50 millions de consommateurs. Il traite ces mêmes questions dans l'émission C’est la vie, dont il est ensuite rédacteur en chef et présentateur de 1982 à 1987.
Il occupe de multiples fonctions à France 2, comme présentateur du journal de la nuit et des flashs de la journée, rédacteur en chef et présentateur de Télématin, chroniqueur au journal de 13 heures, grand reporter pour Envoyé spécial. De 1995 à juillet 2000, il est chef du service « Sciences et techniques » de la rédaction.
Il est nommé, le 1er juillet 2000, médiateur des journaux et des magazines d’information de la chaîne pour une durée de trois ans. En 2005, il présente toujours L'Hebdo du médiateur, où les spectateurs font part de leurs critiques sur les émissions de la chaîne.
Il enseigne également le journalisme au Centre de formation et de perfectionnement des journalistes à Paris, à l'EPJ de Tours et à l'Institut d'études politiques d'Aix-en-Provence.